# Castello di Palizzi
Das Castello di Palizzi ist eine Burgruine aus dem 13. oder 14. Jahrhundert in Palizzi in der italienischen Region Kalabrien. Sie wurde von Kulturministerium zum Nationaldenkmal erklärt und ihre Restaurierung eingeleitet.

## Geschichte
Die Burg, die mit einem Verteidigungsbollwerk gegen die Einfälle der türkischen Piraten erbaut wurde, könnte aus dem 13. Jahrhundert stammen, aber es ist wahrscheinlicher, dass die Familie Ruffo sie im 14. Jahrhundert bauen ließ. Eine Inschrift in lateinischer Sprache, die über dem Eingang angebracht ist, berichtet, dass die Burg 1580 „wegen Alters verfallen“ war. Über die Jahre gab es verschiedene Eingriffe: Die Verteidigungsanlagen wurden von den Romanos, den Colonnas und später, im 16. Jahrhundert von den Erbos und im 18. Jahrhundert von den Arduinos di Alcontres umgebaut; 1866 wurde die Burg zu einem Residenzpalast für die Baronsfamilie De Blasio, die auf der Westseite einen Palast aus Mauerwerk errichten ließ. Die Familie De Blasio wohnte dort bis in die 1960er-Jahre und ließ auch einige Restaurierungsarbeiten durchführen. Dann wurde die Anlage aufgegeben und verfiel zur Ruine, als sie ihr Dach verlor.

## Beschreibung
Die Burgruine steht auf einem felsigen Grat auf 300 Meter Seehöhe dominierend über dem Dorf. Es gibt nur eine Zufahrtsstraße. Von der alten, ursprünglichen Anlage gibt es noch zwei Türme, einen zylindrischen mit Zinnen auf der Ostseite und einen rechteckigen auf der Westseite, die Umfassungsmauer mit den angeschrägten Bastionen und Trennungsbulle, die Feueröffnungen auf verschiedenen Ebenen, die dem Verlauf des felsigen Grates folgen, einige Spuren von Zinnen und Schießscharten.